# Мягкие скаты
Мягкие скаты (лат. Malacoraja) — род скатов семейства ромбовых отряда скатообразных. Это хрящевые рыбы, ведущие донный образ жизни, с крупными, уплощёнными грудными плавниками в форме ромба и выступающим или округлым рылом. На вентральной стороне диска расположены 5 жаберных щелей, ноздри и рот. Хвост длинный и тонкий. Обитают на континентальном шельфе и материковом склоне Атлантического океана. Достигают 70 см в длину. Встречаются на глубине до 1568 м. Размножаются, откладывая яйца, заключённые в прочную роговую капсулу с выступами по углам.
Название рода происходит от др.-греч. μαλακός — «мягкий» и лат. raja — «хвостокол».

## Классификация
В настоящее время в состав рода включают 4 вида:
- Malacoraja kreffti (Stehmann, 1978) — Скат Креффта
- Malacoraja obscura Carvalho, Gomes & Gadig, 2005
- Malacoraja senta (Garman, 1885) — Гладкохвостый скат
- Malacoraja spinacidermis (Barnard, 1923) — Шиповатый мягкий скат